# Rhabdoweisia
Rhabdoweisia là một chi rêu trong họ Rhabdoweisiaceae.